# Бельгия на «Евровидении-1993»
Бельгия принимала участие в тридцать восьмом выпуске телевизионного конкурса Евровидение-1993, который состоялся 15 мая в Милстрите, Ирландия. Страну представляла певица Барбара Декс с песней Iemand als jij ("Никто, кроме тебя"), написанной её отцом Марком Дексом в соавторстве с Марком Влигеном. По итогам голосования она заняла 25-е (последнее) место из 25 участников, набрав только 3 очка. Данный результат привёл Бельгию к дисквалификации из Евровидения-1994 и понижению в рейтинге до "пассивного участника". Поэтому, Iemand als jij стала предшественницей бельгийской заявки на Евровидение-1995 La voix est libre в исполнении Фредерика Этерлинка. 

## Предыстория
К моменту участия в конкурсе 1993 года Бельгия принимала участие в Евровидение 37 раз, то есть каждый год с момента своего дебюта как одна из семи оригинальных стран в первом выпуске 1956 года. За это время страна выигрывала конкурс лишь однажды: в 1986 году с песней J'aime la vie в исполнении Сандры Ким. Бельгия также организовывала Евровидение однажды: в 1987 году во Дворце Столетия в Брюсселе. На Евровидение-1992 композиция Nous, on veut des violons в исполнении певицы Морган заняла 20-е место, набрав только 11 очков.
Между двумя региональными телекомпаниями RTBF в Валлонии и VRT во Фландрии имеется жребий, согласно которому они по очереди отвечают за организацию выбора бельгийской заявки. Так, RTBF отвечало за организацию выбора бельгийской заявки по чётным годам, а VRT — по нечётным. Обе телекомпании использовали различные методы отбора для выбора бельгийской заявки. В 1991 году VRT организовало выбор песни на национальном финале, в то время как конкурсант, группа Clouseau, была утверждена внутри телекомпании. Для выбора заявки в 1993 году вещатель сообщил об организации национального финала с участием нескольких артистов и песен.

## До «Евровидения»

### Eurosong '93
Бельгийский национальный отбор под названием Eurosong '93 состоялся 6 марта 1993 года в казино Кнокке. Ведущими были Александра Потвин и Ханс Оттен. Финалу предшествовала серия из четырёх полуфиналов, где из десяти песен каждого полуфинала было выбрано по три песни голосами экспертного жюри. Таким образом, двенадцать песен было представлено на финальном концерте, а жюри из шести групп (пять региональных и одна экспертная) определяла победителя. При этом региональные группы были связаны только с Фландрией и не затрагивали Валлонию и Брюссель.
| Порядковый номер | Исполнитель      | Название песни           | Очки | Место |
| ---------------- | ---------------- | ------------------------ | ---- | ----- |
| 1                | Надя             | Vrij                     | 51   | 2     |
| 2                | Венди ван Вантен | Zonder verklaring        | 12   | 9     |
| 3                | Roestvrij        | Noem het maar geluk      | 40   | 5     |
| 4                | Leopold 3        | Vergeet-mij-nietje       | 41   | 4     |
| 5                | Петра де Стеур   | Ga door                  | 7    | 10    |
| 6                | Лиза дель Бо     | Vlinder                  | 42   | 3     |
| 7                | Робин Ниллс      | Ballerina                | 2    | 12    |
| 8                | Барт Герман      | Ik ga dood aan jou       | 35   | 6     |
| 9                | Вим Равелл       | Alles doen               | 26   | 8     |
| 10               | Барбара Декс     | Iemand als jij           | 58   | 1     |
| 11               | Берт Декорте     | Afrika                   | 4    | 11    |
| 12               | Миеке            | Waarom zou er vrede zijn | 30   | 7     |

## На «Евровидении»
В связи с распадом Югославии и Советского Союза и роспуском Организации Варшавского договора Европейский вещательный союз ввёл правило о квалификации новых стран. Согласно этому правилу, страны, занявшие последние семь мест по итогам 1993 года, должны были взять перерыв на год, чтобы позволить странам-дебютантам принять участие. Барбара Декс выступала под номером 7, между Грецией и Мальтой. Её выступление заслужило репутацию дурной славы из-за жёлтого полупрозрачного платья, которое певица сшила сама. Это оказало отрицательный эффект на международное жюри, и по итогам голосования Декс заняла 25-е (последнее) место из 25 участников, набрав только 3 очка, все из которых поступили от Германии. Данный результат привёл Бельгию к дисквалификации из Евровидения-1994 и понижению в рейтинге до "пассивного участника". Это был первый раз, когда страна была вынуждена пропустить конкурс. 12 очков бельгийское жюри присудило вице-чемпиону конкурса, Великобритании. Дирижёром во время исполнения бельгийской заявки был Берт Кандрис.

### Голосование
| Очки      | Страна     |
| --------- | ---------- |
| 12 баллов |            |
| 10 баллов |            |
| 8 баллов  |            |
| 7 баллов  |            |
| 6 баллов  |            |
| 5 баллов  |            |
| 4 балла   |            |
| 3 балла   | - Германия |
| 2 балла   |            |
| 1 балл    |            |

| Очки      | Страна               |
| --------- | -------------------- |
| 12 баллов | Великобритания       |
| 10 баллов | Швеция               |
| 8 баллов  | Швейцария            |
| 7 баллов  | Нидерланды           |
| 6 баллов  | Норвегия             |
| 5 баллов  | Испания              |
| 4 балла   | Хорватия             |
| 3 балла   | Австрия              |
| 2 балла   | Ирландия             |
| 1 балл    | Босния и Герцеговина |